# Thürer Wiesen
Koordinaten: 50° 21′ 22″ N, 7° 17′ 23″ O

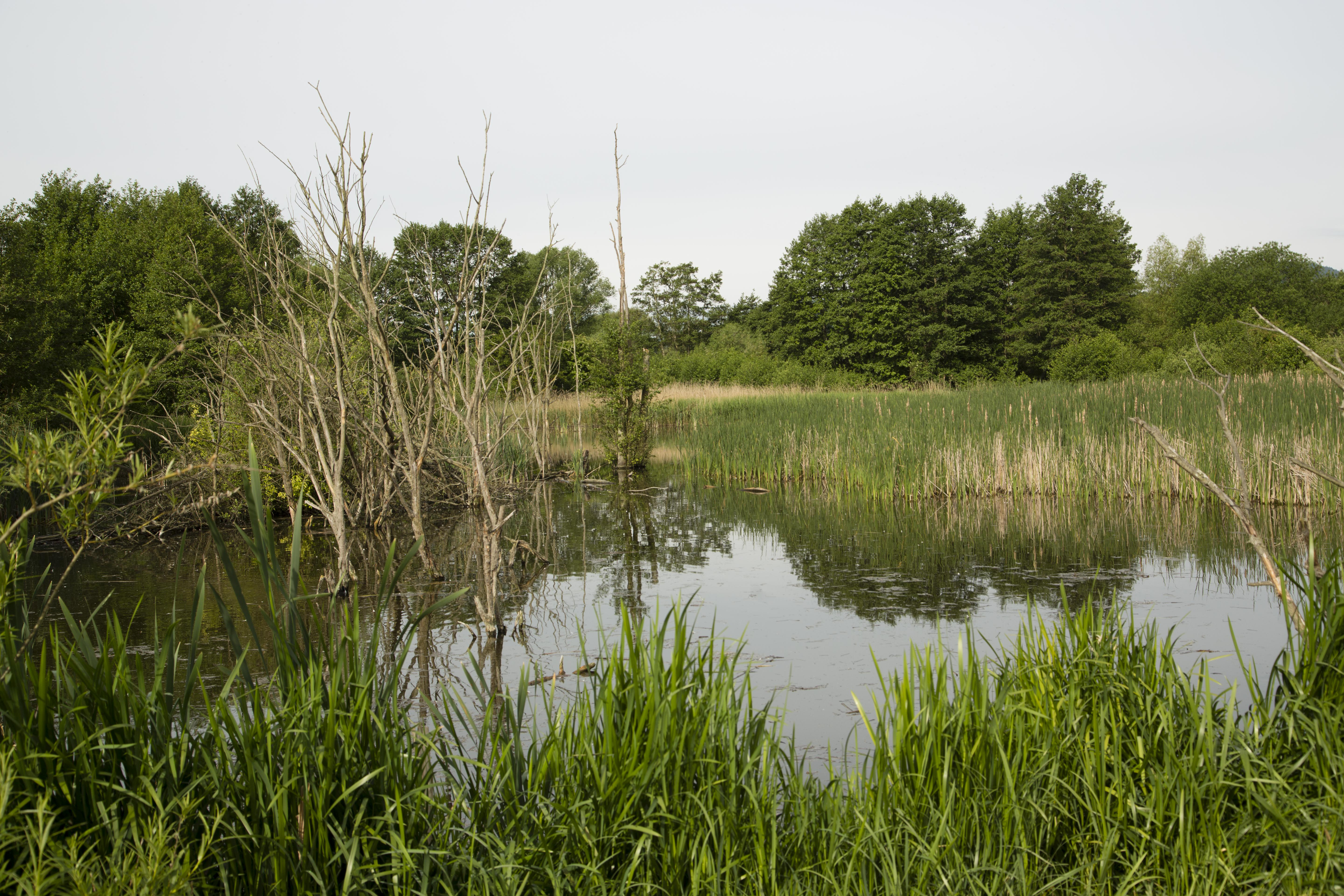
Naturschutzgebiet Thürer Wiesen (Mai 2017)

Das Naturschutzgebiet Thürer Wiesen liegt im Landkreis Mayen-Koblenz in Rheinland-Pfalz. Das etwa 26 ha große Gebiet, das im Jahr 1987 unter Naturschutz gestellt wurde, erstreckt sich östlich der Ortsgemeinde Thür direkt nördlich der Landesstraße L 113 entlang des Thürer Baches. Unweit westlich verläuft die B 256 und nordöstlich die L 120.